# Gérard Paradis
Pour les articles homonymes, voir Paradis (homonymie).
Scènes principales
Les Variétés lyriques, Théâtre lyrique de Nouvelle-France, émissions de la SRC
Gérard Paradis (né à Montréal le 9 février 1921, mort le 2 septembre 2013 à Montréal) est un ténor et acteur québécois.

## Biographie
Gérard Paradis commence sa carrière en 1942 à la station radiophonique CKAC. Le 5 octobre 1944, Il joue dans la pièce Barbe-Bleue d'Offenbach aux Variétés lyriques. Il y chante régulièrement jusqu'en 1955.
Il joue aussi au Théâtre lyrique de Nouvelle-France et participe aux productions d'opérettes de Radio-Mutuel. Il se produit également à la Société Radio-Canada, où on l'entend aux émissions de radio Théâtre lyrique Molson, Les Joyeux Troubadours (de 1951 à 1977) et, à la télévision, dans Les Belles Histoires des pays d'en haut, où il tient le rôle de Basile Fourchu entre 1956 et 1970.
Il a été marié 65 ans avec Jacqueline Plouffe (morte le 22 août 2012, à 90 ans), celle qui tenait le rôle de Noëlla dans Les Belles Histoires des pays d'en haut. Ils eurent deux filles, dont la comédienne et chanteuse Ghislaine Paradis. Il était le frère de Bruno Paradis, réalisateur à Radio Canada, notamment de Les Belles Histoires des Pays d'en haut.

## Télévision
- 1952 : Pépinot et Capucine (série télévisée) ;
- 1954 : Pépinot (série télévisée) ;
- 1956 : Les Belles Histoires des pays d'en haut (série télévisée) : Basile Fourchu ;
- 1957 : Le Survenant (série télévisée) : Le notaire ;
- 1957 : Au chenal du moine (série télévisée) : Le notaire ;
- 1976 : Grand-Papa (série télévisée) : Magella ;
- 1978 : Terre humaine (série télévisée) : père de Stéphanie Dubreuil ;
- 1979 : Caroline (série télévisée) : Lionel Gagnon ;
- 1982 : Une vie (série télévisée) : Dr Félix Bouvier ;
- 1988 : Ma tante Alice ;
- 1992 : Graffiti : Guy Laberge ;
- 1995 : Catherine (saison 1, épisode 15) : Julien Dionne.